# Alessandro Alvisi
Alessandro Alvisi (ur. 12 lutego 1887 w Vicenzy, zm. 9 maja 1951 w Neapolu) – włoski jeździec, dwukrotny medalista olimpijski.
Uczestnik igrzysk olimpijskich w Antwerpii (1920) i w Paryżu (1924). W Belgii startował w jednej konkurencji, były to drużynowe skoki przez przeszkody, w których zdobył brązowy medal (na koniu Raggio di Sole). Cztery lata później uczestniczył w czterech konkurencjach, ponownie uzyskując brąz, tym razem w drużynowym WKKW (koń Capiligio).
Był wojskowym (kapitan kawalerii). Autor książki Aforyzmy i paradoksy hippiki (wł. Aforismi e paradossi ippici).